# Compresor (sonido)

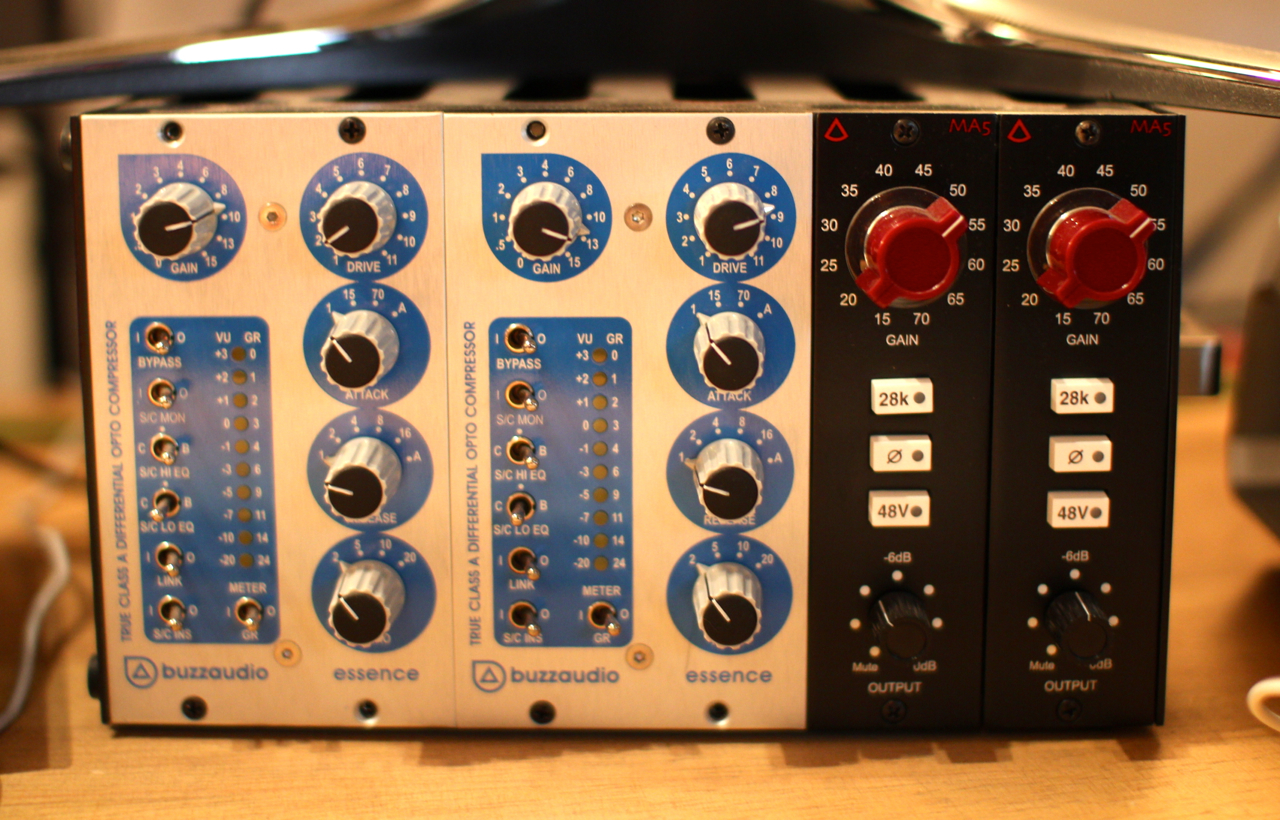
Compresor óptico Buzz Audio Essence.

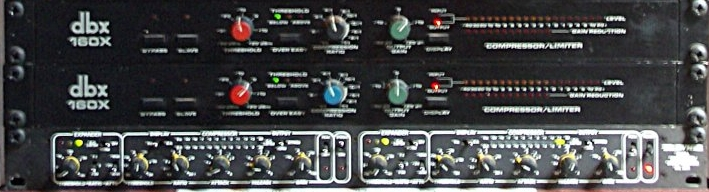
Compresor de sonido

En el campo del sonido profesional, un compresor es un procesador electrónico de sonido destinado a reducir el margen dinámico de la señal sin que se note demasiado su presencia. Esta tarea se realiza reduciendo la ganancia del sistema, cuando la señal supera un determinado umbral.
Tradicionalmente los compresores han sido equipos electrónicos de una o dos unidades de rack, pero desde hace algunos años han aparecido versiones software de los mismos.
Un compresor actúa de tal forma que atenúa la señal eléctrica en una determinada cantidad (medida normalmente en decibelios) y a partir de un determinado nivel de entrada. El objetivo es conseguir que la excursión dinámica resultante sea inferior a la original, proteger ciertos equipos frente a los posibles picos de señal o, si se trata de un sonido saturado, intentar disimular el error.

## Razones para comprimir una señal
- Controlar la energía de la señal: El oído humano es muy sensible, por lo que la compresión debe ser suave y sutil para no captarla. Este tipo de compresión se utiliza cuando se tiene una señal en la que la intensidad varía, por lo que se comprime para conseguir una señal más constante dentro de los valores que se le asignen.
- Controlar el nivel de pico de la señal: A menudo los equipos están limitados, por lo que los amplificadores pueden saturar y por lo tanto dañarse. En este caso la compresión se utiliza para controlar la señal y así proteger al equipo.
- Reducir el margen dinámico de la señal: Al atenuar los picos de una señal, reducimos su rango dinámico. Muchos equipos están limitados por los picos, y esto permite subir el nivel de RMS de la señal.

## Usos del compresor
En el campo de la música, su uso va desde aplicaciones para grabaciones musicales al sonido en vivo. Por ejemplo, es frecuente su uso para añadir más pegada al sonido, efecto que se consigue comprimiendo la señal para posteriormente aplicar una ganancia a la salida del aparato, lo cual suele disimular los posibles fallos de interpretación por parte del artista, al menos en cuanto al control dinámico se refiere. Un compresor es muy recomendable (y con ciertos estilos musicales, indispensable) para cuando se utiliza un bajo eléctrico. El efecto de «slapping» (golpear las cuerdas con el dedo) produce picos de salida extremadamente altos (20 dB o 10 veces más que lo normal), que a bajos niveles de salida generan distorsión, y en altos volúmenes (como en recitales) pueden producir serios daños al amplificador, e incluso al altavoz (un exceso de «excursión» puede hacer que el altavoz se desgarre de su suspensión). Incluso en el caso (teórico) de un sistema musical con un rango dinámico infinito, la diferencia, auditivamente hablando, utilizando o no el compresor es imperceptible. También es muy frecuente su uso en voces, ya que no todos los cantantes utilizan la técnica adecuada por lo que el nivel de señal varía constantemente.
- Se utiliza mucho en radiodifusión, para mejorar la dicción del locutor.
- Comprimir durante la masterización mejora la definición al sonido de la mezcla final.
- Para proteger los equipos (altavoces).

## Parámetros de compresión
Principalmente disponemos de los siguientes parámetros de compresión:
- Umbral (threshold): El compresor trabaja con base en un umbral. Cuando la señal sobrepasa ese umbral se llevará a cabo la compresión, reduciendo el nivel a la cantidad determinada por el ratio de compresión. Cuanto más bajo sea el umbral, una mayor parte de señal será procesada. Debemos tener en cuenta que un umbral por encima del nivel de clip del sistema es inútil. Equivale a poner el compresor en bypass. El rango eficaz de este control es de –40 dBu a +20 dBu.
- Proporción (ratio): Representa la reducción de la ganancia bajo las condiciones señaladas. Una proporción de 2:1, por ejemplo, significa que por cada 2 dB de la señal de entrada que sobrepase el umbral, se producirá 1 dB de salida. Una relación de 8:1 o más se considera un «limitador».

Ratio de compresión

- Tiempo de ataque (attack time): Es el tiempo que tarda una señal en comprimirse desde que sobrepasa el nivel del umbral. En un buen compresor con tiempo de ataque ajustable, tendremos una gama de ajuste de 500 microsegundos (µs) a 100 milisegundos (ms). Si el ataque es muy rápido, la ganancia de la señal será reducida, dará la sensación de que hubiera ocurrido una caída de señal. Si el ataque es muy lento, la señal se distorsionará porque el compresor no tiene tiempo para reducir la ganancia.

Attack y Release time

- Tiempo de decaimiento (release time): Es el tiempo que tarda el compresor en anular el control una vez pasada la sobrecarga. Si el tiempo de liberación es corto, la ganancia volverá a su estado original rápidamente creando un desequilibrio de niveles. Si es largo, el compresor seguirá actuando cuando aparezca la siguiente señal. Un tiempo corto de liberación de 100 a 500 ms es un buen inicio para voz hablada, mientras que los tiempos más largos son mejores para la música instrumental. El rango de ajuste varía entre los 100 ms y los 3 s.
- Rótula (knee): En algunos compresores existe la opción entre una transición suave (soft knee) o algo más brusca (hard knee). Para solucionar el cambio brusco de señal se utiliza el soft knee. Lo que produce es un control de nivel más estable, porque la relación de compresión se incrementa gradualmente al valor ajustado, en lugar de aplicarlo abruptamente. El hard knee se utiliza para tener un mayor control sobre los sonidos percusivos o instrumentos con ataque rápido.
- Control de ganancia (gain control): Se utiliza para ajustar o compensar el nivel de salida de la señal de audio después de ser comprimida. Este control, por lo general, oscila entre –15 a +20 dB. Un aspecto muy importante a tomar en cuenta es que enfatizar la señal de audio con el parámetro «gain control» lleva consigo el ruido de fondo, por esta razón en la mayoría de los casos enfatizar con exceso la señal de audio no es lo más adecuado.

## Compresión paralela o «New York»
La compresión paralela o New York tiene como objeto suavizar la dinámica de la señal o pista de audio sobre la que se aplica, pero sin perder pegada. Los instrumentos de percusión van a ser los principales usos para esta técnica. El principio es sencillo, se trata de mezclar una pista sin procesar junto con otra a la que aplicaremos un tratamiento de compresión bastante intenso. Se utilizarán los siguientes parámetros:
- Valores de threshold (‘umbral’) bastante bajos, entre –40, –45, –50, dependiendo de la señal.
- Valores de ratio pequeños (2:1, 2.5:1, 3:1).
- Valores de ataque muy rápidos que frenen inmediatamente cualquier pico.
- Valores de relajación o release largos, por ejemplo, 800 a 1000 ms.

Cuando subimos el nivel de la señal de entrada, la señal sin comprimir adquiere más fuerza o pegada dentro del contexto de la mezcla. Los picos transitorios van a seguir apareciendo y las partes más suaves se ven beneficiadas porque aumentan de volumen y adquieren más cuerpo. Recordad que este tipo de compresión puede dar lugar a resultados desastrosos con configuraciones extremas; para empezar con este tipo de compresión, usad los valores que he puesto como ejemplo anteriormente. Los que experimentan problemas de compensación de retardos en sus plugins (que obviamente introducen problemas de fase) pueden aplicar un truco que es infalible. Se trataría de insertar el mismo plugin de compresión en el canal que no vamos a procesar, ajustando el parámetro de ratio en 1:1. Con esto conseguimos equilibrar los retardos en las pistas y evitamos los tan odiados problemas de fase.

## Marcas relevantes
Entre las marcas más relevantes se destacan:
Orban
- API Audio
- Avalon
- Behringer
- Crane Song
- DBX
- Drawmer
- Elysia
- Empirical Labs
- FMR Audio
- Focusrite
- Heritage Audio
- Inmueble Dynamics
- JoeMeek
- Joyo Audio
- Klark Teknik
- Manley
- Rupert Neve Designs
- Samson
- SPL
- SSL
- TC Electronic
- Tube-tech
- Universal Audio
- Fairchild
- Kompresor Screw

## Elementos relacionados
- Mesa de mezclas
- Limitador
- Ecualizador
- Reverb
- Phaser
- Delay
- Chorus

- Datos: Q18433212
- Multimedia: Compressor (audio signal processor) / Q18433212